# ウルベ
ウルベ(伊: Urbe)は、イタリア共和国リグーリア州サヴォーナ県にある、人口約700人の基礎自治体（コムーネ）。

## 地理

### 位置・広がり

#### 隣接コムーネ
隣接するコムーネは以下の通り。括弧内のGEはジェノヴァ県、ALはアレッサンドリア県所属を示す。
- ジェーノヴァ (GE)
- ポンツォーネ (AL)
- サッセッロ
- ティリエート (GE)

### 地震分類
イタリアの地震リスク階級 (it) では、4 に分類される
。

## 行政

### 分離集落
ウルベには、以下の分離集落（フラツィオーネ）がある。
- Acquabianca, Martina (sede comunale), San Pietro, Vara Inferiore, Vara Superiore